# Colungo (kommunhuvudort)
Colungo är en kommunhuvudort i Spanien.   Den ligger i provinsen Provincia de Huesca och regionen Aragonien, i den nordöstra delen av landet, 400 km nordost om huvudstaden Madrid. Colungo ligger 621 meter över havet och antalet invånare är 133.
Terrängen runt Colungo är kuperad, och sluttar söderut. Runt Colungo är det mycket glesbefolkat, med 5 invånare per kvadratkilometer. Närmaste större samhälle är Barbastro, 15,8 km söder om Colungo. 